# Caramon Majere
Caramon Majere es un personaje de ficción en las novelas de Dragonlance ambientadas en el universo del juego de rol Dungeons & Dragons.

## Historia
Hijo de Gilon Majere y Rosamun Alean Uth-Matar Majere. Gemelo de Raistlin Majere y hermanastro de Kitiara Uth-Matar.
Fue un niño robusto, simpático y bondadoso. Al contrario que su gemelo Raistlin, sentía una gran atracción por la lucha y el combate cuerpo a cuerpo como guerrero ya a muy temprana edad, siendo alentado para ello por su hermanastra Kitiara. Caramon era fuerte y muy grande destacando entre la mayoría de los muchachos de su edad. Durante su infancia vivió en Solace. Tras la desafortunada muerte de sus padres, el muchacho trabajó en el campo adquiriendo una gran corpulencia. Caramon siempre cuidó de su gemelo Raistlin, que era alto pero muy delgado y débil, y se comprometió a seguirlo haciendo mientras fuera necesario debido a una enfermedad adquirida por este tras realizar una prueba de magia en la Torre de Alta Hechicería.
Caramon se convirtió en un gran guerrero y realizó largos viajes junto a su hermano Raistlin participando en numerosas campañas como mercenarios y en otras aventuras.
Su vida al cuidado de su enfermizo hermano y en el frente junto a este fueron, según él, los momentos más felices de su vida. Tal paz de espíritu acabó en el momento en que Raistlin realizó la prueba. Algo de lo que vio allí le trastocaría tanto que retornaría a su mente en muchas ocasiones a modo de visión.
Participó en la Guerra de la Lanza, siendo desde entonces reconocido como uno de los Héroes de la Lanza. Hacia el fin ya de la trilogía Crónicas de la Dragonlance su hermano y él se separan, este último revestido entonces de la túnica negra que identifica a los magos malvados.
Se casa entonces con Tika Waylan y se estableció con su esposa en la destrozada Solace. Fue un papel clave en la reconstrucción de dicha localidad. Cuando tales trabajos acaban acaba en un profundo ciclo destructivo de alcoholismo y autocompadecencia que lo transforma en una vergüenza para su mujer y pasa sí mismo. Este es el estado en que le encuentra el lector en la primera parte del primer libro de Leyendas de la Dragonlance.
A lo largo de la historia de Leyendas de la Dragonlance, y orquestado por su hermano Raistlin, Caramon es convertido en Gladiador, y el intenso entrenamiento le hace recuperar, poco a poco, su antigua forma física. De esta forma Raistlin podría utilizarlo en su siguiente plan, como general de las Guerras Enaniles, que enfrentaron en batallas fratricidas a los enanos de las colinas con los enanos de las montañas, por un supuesto botin que nunca existió.
Cuando vuelve a su casa, tras los acontecimientos de Leyendas de la Dragonlance, y vivir su última aventura junto con su hermano, parece haber superado las trabas de alcoholismo, y muy simbólicamente, se dedica a reconstruir la casa familiar.
Años más tarde, Tas reaparece en su vida, aun llevando años muerto, y le explica que va a su funeral. Caramon muere de un ataque al corazón ese mismo día.
- Datos: Q2712010